# Valtteri Filppula
Valtteri Filppula (* 20. März 1984 in Vantaa) ist ein ehemaliger finnischer Eishockeyspieler. Der Center war in der National Hockey League für die Detroit Red Wings, New York Islanders, Philadelphia Flyers sowie Tampa Bay Lightning aktiv und absolvierte dort über 1.200 Partien. Mit den Red Wings gewann er in den Playoffs 2008 den Stanley Cup. Darüber hinaus errang Filppula mit der finnischen Nationalmannschaft unter anderem die Goldmedaillen bei den Olympischen Winterspielen 2022 und der Weltmeisterschaft 2022, sodass er als erster finnischer Spieler Mitglied des Triple Gold Clubs ist. Sein älterer Bruder Ilari war ebenfalls professioneller Eishockeyspieler.

## Karriere
Valtteri Filppula begann seine Karriere 2000 in der U18-Mannschaft von Jokerit Helsinki. Nach einer guten ersten Saison konnte er 2001 in den A-Kader der Junioren wechseln. Mit seiner Leistung fiel er dort den Scouts der National Hockey League und der Detroit Red Wings auf und wurde im Sommer 2002 von Detroit in der dritten Runde des NHL Entry Draft 2002 an Position 95 ausgewählt. Er blieb noch ein weiteres Jahr bei den Junioren, konnte seine Punkteausbeute erhöhen und somit zeigen, welche Qualitäten er als Stürmer hat. Im Sommer 2003 wurde er dann zu den Profis von Jokerit in die SM-liiga geholt. Ende Dezember 2003 bis Anfang Januar 2004 fand die Eishockey-Weltmeisterschaft der Junioren (U20) statt. Finnland gewann die Bronzemedaille und Filppula wurde in das Allstar-Team des Turniers gewählt. In der Saison 2004/05 wurde die Liga durch einige NHL-Stars aufgewertet, die wegen des Lockout in der NHL nach Europa gewechselt waren. In den Playoffs scheiterte Jokerit erst im Finale. Filppula erzielte 11 Punkte in den 12 Playoff-Spielen und war somit in der Endrunde zweitbester Scorer seiner Mannschaft.
Im August 2005 erhielt er seinen ersten Vertrag bei den Detroit Red Wings. Die Saison 2005/06 absolvierte er aber hauptsächlich bei den Grand Rapids Griffins, dem Farmteam der Red Wings, in der American Hockey League (AHL). Dort konnte er mit 70 Punkten überzeugen, kam in der Saison aber nur vier Mal für Detroit zum Einsatz. Immerhin war er damit der erste Finne, der ein NHL-Spiel für die Detroit Red Wings bestritt. Die Saison 2006/07 absolvierte Filppula komplett bei den Red Wings in der NHL und etablierte sich auf der Position des Centers. Mit den Red Wings zog er in den Playoffs bis ins Finale der Western Conference ein. In der folgenden Saison setzte er sich auf der Centerposition der zweiten Angriffsreihe durch und entwickelte sich mit 19 Toren und 17 Assists deutlich weiter. In den Playoffs kam er auf insgesamt elf Punkte, wobei er zwei Tore in der Finalserie gegen die Pittsburgh Penguins erzielte, als die Red Wings den Stanley Cup gewannen. Im Sommer 2008 erhielt Filppula einen neuen Vertrag bei den Red Wings mit einer Laufzeit von fünf Jahren. Im Juli 2013 unterzeichnete der Finne einen Fünfjahresvertrag im Gesamtwert von 25 Millionen US-Dollar bei den Tampa Bay Lightning. Nach dreieinhalb Jahren jedoch gaben ihn die Lightning zur Trade Deadline am 1. März 2017 samt einem Viertrunden- und einem erfolgsabhängigen Siebtrunden-Wahlrecht im NHL Entry Draft 2017 an die Philadelphia Flyers ab. Im Gegenzug wechselte Mark Streit nach Tampa.
Nach der Saison 2017/18 wurde sein auslaufender Vertrag in Philadelphia nicht verlängert, sodass er sich als Free Agent den New York Islanders anschloss. In gleicher Weise kehrte er im Juli 2019 zu den Detroit Red Wings zurück. Im Februar 2020 absolvierte er sein insgesamt 1000. Spiel der regulären Saison in der NHL. Nach Beendigung der Spielzeit 2020/21 erhielt der Finne kein neues Vertragsangebot und kehrte daher im August 2021 nach insgesamt 16 Jahren auf dem nordamerikanischen Kontinent nach Europa zurück. Dort schloss er sich dem Schweizer Klub Genève-Servette HC aus der National League an. Mit dem Klub aus Genf gewann der Finne im Jahr 2023 die Schweizer Meisterschaft und in der folgenden Spielzeit die Champions Hockey League. Nach der Saison 2023/24 verließ Filppula Servette nach insgesamt drei Jahren. Für die Saison 2024/25 kehrte er in die Heimat zurück und ließ seine aktive Karriere bei Jokerit Helsinki ausklingen. Im April 2025 erklärte der Finne seine professionelle Laufbahn für beendet.
Bei den Olympischen Winterspielen 2022, zwölf Jahre nach der Bronzemedaille bei den Spielen 2010 in Vancouver, führte Filppula die finnische Nationalmannschaft in Peking als Kapitän zur ersten Goldmedaille in der Geschichte des Landes. Wenige Monate später gewann er zudem im eigenen Land die Goldmedaille bei der Weltmeisterschaft 2022, womit Filppula das 30. Mitglied und dabei der erste Finne des Triple Gold Clubs wurde. Er ist dabei der einzige Spieler, der zudem die Champions-Hockey-League gewinnen konnte.

## Erfolge und Auszeichnungen
| - 2005 Finnischer Vizemeister mit Jokerit Helsinki - 2006 Teilnahme am AHL All-Star Classic - 2008 Stanley-Cup-Gewinn mit den Detroit Red Wings | - 2023 Schweizer Meister mit dem Genève-Servette HC - 2024 Champions-Hockey-League-Gewinn mit dem Genève-Servette HC |

### International
| - 2003 Bronzemedaille bei der U20-Junioren-Weltmeisterschaft - 2004 Bronzemedaille bei der U20-Junioren-Weltmeisterschaft - 2004 All-Star-Team der U20-Junioren-Weltmeisterschaft - 2010 Bronzemedaille bei den Olympischen Winterspielen | - 2022 Goldmedaille bei den Olympischen Winterspielen - 2022 Goldmedaille bei der Weltmeisterschaft 2022 - 2022 Aufnahme in den Triple Gold Club |

## Karrierestatistik

### International
Vertrat Finnland bei:
| - U18-Junioren-Weltmeisterschaft 2002 - U20-Junioren-Weltmeisterschaft 2003 - U20-Junioren-Weltmeisterschaft 2004 - Olympischen Winterspielen 2010 - Weltmeisterschaft 2012 | - World Cup of Hockey 2016 - Weltmeisterschaft 2017 - Olympischen Winterspielen 2022 - Weltmeisterschaft 2022 |

(Legende zur Spielerstatistik: Sp oder GP = absolvierte Spiele; T oder G = erzielte Tore; V oder A = erzielte Assists; Pkt oder Pts = erzielte Scorerpunkte; SM oder PIM = erhaltene Strafminuten; +/− = Plus/Minus-Bilanz; PP = erzielte Überzahltore; SH = erzielte Unterzahltore; GW = erzielte Siegtore; 1 Play-downs/Relegation; Kursiv: Statistik nicht vollständig)